# فالينت ليدي
فالينت ليدي (بالإنجليزية: Valiant Lady) هي سفينة سياحية يملكها تحالف مكون من مجموعة فيرجن وبين كابيتال، وتشغلها شركة فيرجن فوياجيز. تم بناؤها على غرار سفينة الشقيقة الكبرى سكارليت ليدي. حيث اكتمل بنائها من قبل شركة فينكانتييري الإيطالية في يوليو 2021.  ودخلت في الخدمة في عام 2022.

## نبذة
في 20 يوليو 2018، بدأت شركة فيرجن في بناء سفينتها الثانية فالينت ليدي، في حوض بناء السفن التابع لشركة فينكانتييري. وأقيم حفل وضع العملة المعدنية في السفينة في 8 فبراير 2019، وكشف عن اسمها في 19 نوفمبر 2019. أدت جائحة فيروس كورونا إلى تأخيرات في بناء السفينة، حيث كان من المقرر تعويمها في مارس 2020، ولكن تم تعويمها في 20 مايو 2020. تم تسليم السفينة في 1 يوليو 2021.
دخلت فالينت ليدي الخدمة في 18 مارس 2022، حيث قامت برحلة بحرية لمدة ثلاث ليالٍ من بورتسموث، إنجلترا إلى زيبروغ في بلجيكا. واصلت الإبحار من بورتسموث إلى بلجيكا وإسبانيا والبرتغال وجزر الكناري قبل الانتقال إلى البحر الأبيض المتوسط في صيف عام 2022.
ومنذ مايو 2022، انطلقت في رحلات من برشلونة إلى إيطاليا وإسبانيا وجبل طارق وفرنسا. ثم انتقلت إلى ميناء ميامي في أكتوبر 2022 لتشغيل رحلات بحرية إلى منطقة البحر الكاريبي خلال فصل الشتاء، قبل العودة إلى البحر الأبيض المتوسط في صيف عام 2023.
تعتبر سفينة فالينت ليدي سفينة ضخمة يبلغ طولها 278 مترًا وحمولتها الإجمالية 110,000 طن، وتتسع لـ 2770 راكبًا. تم بناؤها بنفس النسب مثل شقيقتها الكبرى السفينة سكارليت ليدي.